# Говен, Карина
Карина Говен (фр. Karina Gauvin, ок. 1966, Репантиньи (Квебек)) — канадская оперная и концертная певица (сопрано).

## Биография
Из музыкальной семьи. С 8 лет пела в детском хоре Канадской оперы. Училась в Торонто у Катрин Роббен, затем у Мари Давлюи в Монреальской консерватории, а позже у Памелы Боуден в Королевской консерватории Шотландии. Дебютировала на Гиммерглассовском оперном фестивале (США).

## Репертуар
Гендель, Глюк, Пёрселл, Вивальди, Перголези, Люлли, Бах, Моцарт, Бетховен, Мендельсон, Малер, Бриттен, Пуленк и др.

## Творческое сотрудничество
Партнерами певицы в концертах нередко выступали Марк-Андре Амлен, Роджер Виньоль, Анн Халленберг, Ромина Бассо, Анна Бонитатибус. Она не раз сотрудничала с Бернаром Лабади и его оркестром Скрипки короля, а также с Аланом Кёртиссом 

## Признание
Мемориальная премия Мэгги Тейт (Лондон, 1992). Премия Вирджинии Паркер (1995). Дважды номинировалась на премию Грэмми (2007, 2009). Дважды лауреат премии Джуно и др. награды.